# По следам бременских музыкантов
«По следа́м бре́менских музыка́нтов» — советский музыкальный мультипликационный фильм, снятый на студии «Союзмультфильм» в 1973 году режиссёром Василием Ливановым по написанному им совместно с Юрием Энтиным сценарию. Является продолжением мультфильма «Бременские музыканты», вышедшего на экраны в 1969 году.

## Сюжет
Король, желая вернуть во дворец свою дочь, нанимает Гениального Сыщика, который появляется в начале мультфильма, напевая свою песню: «Я гениальный сыщик, мне помощь не нужна. Найду я даже прыщик на теле у слона!». Прихватив с собой двоих охранников Короля, Сыщик едет на своей машине выполнять королевское задание.
Тем временем Трубадур с друзьями — Ослом, Котом, Псом и Петухом — отдыхают на лугу, поют новую песню, которую они сочинили в пути, ловят в реке рыбу и готовят обед, а Принцесса собирает цветы. Внезапно охранники Короля и Сыщик, которые прятались под стогами сена, похищают её.
Бременские музыканты пускаются в погоню, а пытавшиеся им помешать стражники терпят неудачу: один в попытке взорвать мост падает в реку и, возможно, тонет, а второго взрывом отбрасывает в птичье гнездо, где птица, видимо, приняв его за птенца, даёт ему червяка. Музыканты почти настигают Сыщика, «стреляют» в него из гитары и кидают ему котелок на голову, но тот проскакивает сквозь ворота замка, и они закрываются перед самым носом Музыкантов. Повозка врезается в ворота и повреждается. Сыщик с помощью Короля снимает котелок с головы и обнаруживает, что отделался шишкой.
Вечером того же дня Трубадур, исполненный тоской по Принцессе, исполняет свою знаменитую серенаду «Луч солнца золотого», надеясь, что возлюбленная услышит его. Слушая эту серенаду, стражник, сидевший на башне, отвлекается и не замечает, что музыканты при помощи катапульты забросили в замок Петуха для разведки. Заглядывая в окна, последний видит, как Король безуспешно пытается помириться с Принцессой. Также выясняется, что наутро должны приехать заграничные певцы, и Король хочет выдать дочь замуж за одного из них. Петух врывается в окно и громко кукарекает. Услышав его крик, Сыщик вбегает в комнату с двумя револьверами в руках, однако Петух успешно скрывается от него, притворившись флюгером.
Затем, увидев, что Сыщик ушёл, он хихикает и слетает с крыши, но внизу его хватают разбойники из шайки Атаманши — Трус, Балбес и Бывалый. После неудачи с ограблением Короля они промышляют уличным грабежом. Ночью разбойники через потайной ход залезли на королевский двор и похитили колёса, фонари и клаксон от автомобиля Сыщика. К счастью, Трубадур с друзьями ждут Петуха как раз у потайного хода. Как только последний разбойник (Трус), державший Петуха, видит музыкантов, он пугается и, выпустив Петуха, убегает вслед за своими сообщниками.
Наутро музыканты переодеваются в иностранных артистов и дают концерт под окнами дворца, пародируя популярные западные рок-группы 1970-х годов. Все, включая Короля и Сыщика, с увлечением смотрят выступление. Принцесса пытается вырваться, закрывает уши и глаза, чтобы не видеть певцов, но безрезультатно.
Трубадуру удаётся проникнуть во дворец через окно. Он видит принцессу и думает, как её спасти. Но тут с Осла сваливаются штаны, и тем самым он выдаёт себя. Принцесса очень обрадовалась, а Сыщик достаёт наручники, чтобы арестовать самозванцев. В суматохе трубадур резко дёргает длинный ковёр, и все трое падают. Трубадур берёт принцессу на руки и убегает, а Король и Сыщик с разных сторон закручиваются в ковёр. Трубадур и Принцесса выскакивают из замка прямо на повозку, на которой уже ждут их друзья. Король и Сыщик вылетают из ковра и оказываются в фонтане, причём Сыщик падает на руки Короля.
Трубадур и Принцесса уезжают с животными на повозке. Все жители королевства безумно рады и аплодируют им, а музыканты машут руками и лапами. Гениальный Сыщик бросается в погоню и предпринимает попытки остановить друзей с помощью аэроплана, в который превратилась машина, но ему мешают титры. Сыщик пытается от них избавиться, но виснет на имени директора картины.

## История создания
По словам Геннадия Гладкова, о второй серии «Бременских музыкантов» никто не думал, но в студию «Союзмультфильм» пришла телеграмма за подписью директора московского кинотеатра «Баррикады», где в то время шли мультфильмы, что требуется продолжение. Когда Ливанов, Энтин и Гладков предложили режиссёру первого мультфильма Инессе Ковалевской снять продолжение, ей не пришлась по душе эта идея. Она считала, что оригинальные «Бременские музыканты» имеют законченный сюжет и продолжать их — всё равно что продолжать сказку о Золушке. Кроме того, ей не понравился сценарий, повторяющий находки оригинала. В конце концов Ковалевская предложила Ливанову и Энтину подождать, пока она будет занята съёмками другого мультфильма, и доработать за это время сценарий. Она же предложила ввести в сюжет нового персонажа — Сыщика. Ливанов был готов подождать, однако на студии ему предложили занять режиссёрское кресло самому.
По другой версии, согласно воспоминаниям Юрия Энтина, идея добавить в число действующих лиц Сыщика принадлежит ему:

Сначала мы вообще не представляли, о чём писать, но потом меня осенило, что раз Принцесса сбежала, то должен быть нанятый Сыщик, которого Король снарядил на поиски дочери. Я написал четыре строчки и решил прочитать их Ливанову и Гладкову. Они были настроены скептически и спросили: «Ну, что ты ещё придумал?». Я сказал, что вторая серия начинается с того, что сидит Король, нажимает на кнопку, появляется Гениальный Сыщик и звучит песня:
Я — Гениальный Сыщик,

Мне помощь не нужна,

Найду я даже прыщик

На ж… у слона.
Они молчали с минуту, глядя на меня совершенно безумными глазами. А потом у нас всех просто началась истерика, и мы начали дико хохотать. И мы сочинили продолжение.
— Юрий Энтин

### Подбор актёров
Первоначально, по ряду причин, создатели намеревались ввести больше исполнителей вокальных партий. Во-первых, авторам «Бременских музыкантов» не хотелось повторять приём, когда партии почти всех героев поёт один исполнитель. Во-вторых, по словам Геннадия Гладкова, Олег Анофриев, ставший после «Бременских музыкантов» ещё более популярным, чем ранее, видимо, несколько «зазвездился»:

Олег немного капризничал, что-то ему не нравилось. А семеро одного не ждут, как говорится.
Сам Анофриев объяснил отказ от участия во второй серии тем, что после выпуска «Бременских» последовала нещадная их эксплуатация с той же музыкой в виде спектаклей, оперетт, что вызвало у него отторжение.
Наконец, в-третьих, поскольку со времени создания первой серии прошло некоторое время, то и Трубадура следовало сделать более взрослым, «баритонистым». Для этого пригласили друга Анатолия Горохова Муслима Магомаева (обладавшего талантом менять тембр голоса и уже имевшего в дискографии пластинку музыкальных пародий), которому очень нравился мультфильм.
Однако исполнителей во второй серии оказалось в конечном итоге столько же, сколько и в первой. Муслим Магомаев, как и Олег Анофриев в первой серии, всё же спел партии трёх героев, а не одного: его голосом, кроме Трубадура, поют Сыщик и Атаманша. Он же должен был петь и партию Короля, однако в мультфильм вошла пробная запись, сделанная Геннадием Гладковым, пока Магомаев отсутствовал с концертами на Кубе. Эта версия понравилась и Магомаеву, и всем остальным создателям мультфильма.
Партию Принцессы, как и в первом фильме, исполнила Эльмира Жерздева.

### Вокал
Официально — в титрах мультфильма и на конверте грампластинки — партии бременских музыкантов, разбойников и придворных исполнили Анатолий Горохов (в первом мультфильме его голосом поёт Осёл) и вокальный ансамбль. Также — в титрах мультфильма и на конверте грампластинки — всю музыку исполняет инструментальный ансамбль под управлением Константина Кримца. В 2010 году Юрий Энтин сообщил, что инструментальные партии изначально были записаны ВИА «Песняры» с аранжировкой и вокалом Владимира Мулявина. Но в его вокале была явно слышна национальная, белорусская суть, в то время как создателям мюзикла требовался «западный» вокал. Фонограмма музыкального сопровождения, записанная «Песнярами», была оставлена, однако в последний момент для вокальных партий этих песен был приглашён бывший солист ВИА «Весёлые ребята» Леонид Бергер, ставший популярным в СССР после исполнения песен «Алёшкина любовь», «Нет тебя прекрасней» и других. Однако ни в титрах мультфильма, ни на конверте грампластинки его фамилия указана не была, поскольку в тот момент он подал документы на эмиграцию в Австралию, что в итоге могло поставить крест на выпуске мюзикла. После эмиграции Бергера его имя стёрли из всех фонотек Гостелерадио наряду с именами других артистов-эмигрантов.

#### Песни
| №  | Название                                                    | Персонажи                                 | Исполнители                                                        |
| -- | ----------------------------------------------------------- | ----------------------------------------- | ------------------------------------------------------------------ |
| 1. | Песня гениального сыщика                                    | Сыщик                                     | Муслим Магомаев                                                    |
| 2. | Песня придворных («Такая-сякая…»)                           | Король, придворные                        | Геннадий Гладков                                                   |
| 3. | Вокализ («Па-ба-па-па…»)                                    | Трубадур, Принцесса, Бременские музыканты | Муслим Магомаев, Анатолий Горохов, Леонид Бергер, Эльмира Жерздева |
| 4. | Серенада Трубадура («Луч солнца золотого…»)                 | Трубадур                                  | Муслим Магомаев                                                    |
| 5. | Дуэт Короля и Принцессы («Ах, ты бедная моя трубадурочка…») | Король, Принцесса                         | Геннадий Гладков, Эльмира Жерздева                                 |
| 6  | Вторая песня разбойников («Пусть нету ни кола и ни двора…») | Разбойники                                | Муслим Магомаев, Анатолий Горохов                                  |
| 7. | Звёзды континентов («Мы к вам заехали на час…»)             | Бременские музыканты                      | Муслим Магомаев, Анатолий Горохов, Леонид Бергер                   |
| 8. | Колыбельная песня («Баю-баюшки-баю…»)                       | Бременские музыканты                      | Муслим Магомаев, Анатолий Горохов, Леонид Бергер                   |
| 9. | Вокализ («Па-ба-па-па…»)                                    | Трубадур, Принцесса, Бременские музыканты | Муслим Магомаев, Анатолий Горохов, Леонид Бергер, Эльмира Жерздева |

## Критика
По словам Геннадия Гладкова, в мультфильме «По следам бременских музыкантов», как и в первой серии, усмотрели ряд намёков. Например, в Трубадуре увидели Элвиса Пресли, а в зверях — «битлов». В Принцессе, пребывавшей, по мнению Короля, в истерическом состоянии, видели намёк на дочь генсека Брежнева — Галину, которая в те годы уже имела скандальную известность из-за своего эксцентричного поведения и многочисленных романов. Так, в бытность Брежнева руководителем Молдавской ССР, первой любовью и первым мужем Галины был артист цирка Евгений Милаев. В кишинёвском цирке акробат держал на себе пирамиду из десятка людей. Когда цирк уехал, вместе с Милаевым, бросив университет и отца — «властителя Молдавии», уехала и двадцатилетняя Галина. Брак со вторым мужем — иллюзионистом Игорем Кио — продлился всего девять дней и был аннулирован как незаконный. Однако, как утверждает Геннадий Гладков, никаких «кукишей власти в кармане» они не показывали:

Сочиняли для себя — нам было интересно! Василий Ливанов, я, Юрий Энтин, затем к нам подключились Олег Анофриев, Виктор Бабушкин. Мы хохотали, дурачились, в полном восторге от того, что получалось. Это было нечто вроде нашего капустника для самих себя, в котором была лёгкость, открытость, добродушие. Для нас это была просто шутка, а все остальные говорили: вот это пародия на то-то, вот здесь намёк на другое — все эти «куда идёт король — большой, большой секрет» или «ох, рано встаёт охрана»…
Радиостанция «Серебряный дождь», включившая пластинку в свой перечень «50 культовых пластинок фирмы „Мелодия“», тем не менее, дала следующий комментарий: «Первая часть „Бременских музыкантов“ была пародией на советское общество, потому и пролежала девять месяцев на полке. Вторую часть „Бременских музыкантов“ Василий Ливанов тоже задумал как пародию, правда, на этот раз не социальную, а музыкальную. Объектом сатиры стали многочисленные вокально-инструментальные ансамбли, бесконечно гастролирующие по стране».

## Создатели
- Авторы сценария: Василий Ливанов, Юрий Энтин
- Текст песен:  Юрия Энтина
- Режиссёр: Василий Ливанов
- Художник-постановщик: Макс Жеребчевский
- Композитор: Геннадий Гладков
- Звукооператор: Виктор Бабушкин
- Оператор: Михаил Друян
- Поют:
  - Трубадур, Атаманша, Сыщик — Муслим Магомаев
  - Принцесса — Эльмира Жерздева
  - Король — Геннадий Гладков
  - Бременские музыканты, разбойники и придворные — Анатолий Горохов, Леонид Бергер и вокальный квартет
- Играет инструментальный ансамбль
  - Дирижёр: Константин Кримец
- Художники-мультипликаторы:
  - Олег Сафронов
  - Виолетта Колесникова
  - Владимир Зарубин
  - Юрий Кузюрин
  - Татьяна Померанцева
  - Виктор Шевков
  - Леонид Каюков
  - Юрий Бутырин
  - Владимир Крумин
  - Николай Куколев
- Ассистенты: Елена Новосельская, Алла Горева
- Монтажёр: Елена Тертычная
- Редактор: Аркадий Снесарев
- Директор картины: Любовь Бутырина

## Памятники
- Бременские музыканты в Хабаровске
- Осёл, Кот, Пёс и Петух
- Принцесса и Трубадур
- Атаманша, Трус, Балбес и Бывалый
- Сыщик и Король